# 全國地方公共團體編號
全國地方公共團體編號（日语：全国地方公共団体コード）是日本地方公共團體（都道府縣、市町村、特別區、行政區、一部事務組合等）的5-6位數編碼。又名JIS地名編號、地方自治體編號、都道府縣編號、市町村編號。編號是6位數字，頭2位是JIS X 0401制定的都道府縣編號，加上後3位共5位為JIS X 0402的市區町村編號及一部事務組合等編號，最後1位是檢查數字（校驗碼）。有些時候只使用5位編號而不記錄檢查數字。
1968年，日本自治省（現總務省）為簡化事務處理而導入。1970年4月1日成為行政管理廳（後為總務廳，現總務省）用於統計處理用時的編號，以後用於國勢調査等各種統計。另外，於同日指定為日本工業規格(JIS)。

## 編號方式

### 都道府縣編號
各都道府縣由北至南，分別為01至47號。這個編號亦用於ISO地域編號ISO 3166-2(ISO 3166-2:JP)。
01:北海道 02:青森縣 03:岩手縣 04:宮城縣 05:秋田縣 06:山形縣 07:福島縣

08:茨城縣 09:栃木縣 10:群馬縣 11:埼玉縣 12:千葉縣 13:東京都 14:神奈川縣

15:新潟縣 16:富山縣 17:石川縣 18:福井縣 19:山梨縣 20:長野縣 21:岐阜縣 22:静岡縣 23:愛知縣

24:三重縣 25:滋賀縣 26:京都府 27:大阪府 28:兵庫縣 29:奈良縣 30:和歌山縣

31:鳥取縣 32:島根縣 33:岡山縣 34:廣島縣 35:山口縣 36:德島縣 37:香川縣 38:愛媛縣 39:高知縣

40:福岡縣 41:佐賀縣 42:長崎縣 43:熊本縣 44:大分縣 45:宮崎縣 46:鹿兒島縣 47:沖繩縣

### 市區町村及部份事務組合等編號
都道府縣内各市區町村、廣域聯合的一部事務組合、地方公共團體，加上都道府縣自體的都道府縣編號組成5位數字
。
- 都道府縣
  - 使用"000"。
    - 例 : 青森縣 02000

- 政令指定都市
  - 政令指定都市，原則上依都道府縣内的政令指定施行順序使用"100"、"130"、"160" 等30間隔的數字。政令指定都市內的各區為"101"、"131"、"161" 等順序編號。
  - 至于堺市，由於大阪市已經有24個分區，為今後分區數增加等考量，例外地使用140編號。 
    - 例 : 横濱市 14100、鶴見區 14101、神奈川區 14102……
　　　堺市 27140、堺區 27141、中區 27142……

- 東京都的特別區
  - 與政令指定都市相同，「特別區」編號由"100"開始。各區由"101"起順序編號。
    - 例 : 特別區 13100、千代田區 13101、中央區 13102……

- 市
  - "201"起順序為各市編號。
    - 例 : 佐賀市 41201、唐津市 41202、鳥栖市 41203……

- 町村
  - 使用"301"以後數字。町村以郡為集團，各郡間分別為"301"、"321" 、"341" ……等間隔20的數字順序編號。
    - 例 : 和歌山縣海草郡下津町 30301、野上町 30302、美里町 30303
　　　那賀郡打田町 30321、粉河町 30322、那賀町 30323……

  - 沖繩縣島尻郡的町村數超過20個，例外地分配有341～369編號、宮古郡變為371～379。
  - 北海道的町村以支廳為集團，採用"301"、"331"、"361" ……等間隔30的數字順序編號。
東京都的離島亦使用支廳集團式編號，但續以20為間隔。

- 一部事務組合等
  - 使用"801"以後數字。

## 另見
- 法人編號
- 個人番號（My Number）

## 外部連結
- 地方公共團體編號住所一覧（J-LIS 地方公共團體情報系統機構）